# Eduardo Antunes Coimbra
Eduardo Antunes Coimbra (Rio de Janeiro, 5 februari 1947), beter bekend onder zijn spelersnaam Edu, is een voormalig Braziliaans voetballer en trainer.

## Biografie
Edu komt uit een voetbalfamilie, zijn vader was doelman en net als hij waren drie van zijn broers profvoetballers, de meest bekende van hen is Zico. Edu begon zijn carrière bij America uit zijn geboortestad Rio en wordt gezien als een van de grootste spelers in de clubgeschiedenis. Hij maakte 212 goals voor de club en is daarmee de op één na beste topschutter van de club. Zijn oudere broers Antunes en Nando speelden ook voor America. In 1969 was hij topschutter op het Torneio Roberto Gomes Pedrosa, die dat jaar de landskampioen afleverde.
Hij speelde enkele wedstrijden voor het nationale elftal, maar kon daar niet doorbreken door de sterke concurrentie van Pelé, maar ook Roberto Rivellino, Paulo Cézar Lima, Ademir da Guia, Dirceu Lopes.
Na zijn spelerscarrière werd hij trainer en trainde vele clubs. Het nationale elftal trainde hij voor slechts drie vriendschappelijke wedstrijden. In 1984 werd hij met Vasco da Gama vicekampioen in de Série A. De laatste jaren fungeert hij meestal als assistent van zijn broer Zico.